# Vitimplateau
Het Vitimplateau (Витимское плоскогорье/Vitimskoje ploskogorje) in de republiek Boerjatië in Rusland is een op 1200 tot 1600 meter boven zeeniveau gelegen hoogvlakte. Het maakt deel uit van de Zuid-Siberische gebergtes. Het gebied is bebost, met vooral lariks en berk.
Het op 200 tot 350 km ten oosten van het Bajkalmeer gelegen plateau ligt ten zuiden van het Stanovojgebergte, ten noorden van het Jablonovygebergte en ten oosten van het Ikatgebergte. Op de hoogvlakte ontstaat door de samenvloeiing van de Tsjina en de Vitimkan de Vitim, een zijrivier van de Lena. Zijrivieren van de Vitim stroomafwaarts zijn de Zipa en de Zipikan. Op de hoogvlakte bevinden zich vulkaankegels die tot 810.000 jaar geleden actief waren. De grootste kegels zijn tot 150 meter hoog met aan de voet een omtrek van 1,5 km.
Op het nauwelijks bewoonde Vitimplateau ligt het dorp Romanovka, aan de oever van de Vitim waar de R437 richting Bagdarin aftakt van de R436. De R436 verloopt van de stad Oelan-Oede door Romanovka naar de stad Tsjita.